# Kærlighedskarusellen
 For alternative betydninger, se Kærlighedskarusellen (flertydig). (Se også artikler, som begynder med Kærlighedskarusellen)
 "Reigen" omdirigeres hertil. For andre betydninger af Reigen, se Reigen (flertydig).
Kærlighedskarusellen (originaltitel: Reigen, også kendt under sin franske titel La Ronde ) er et skuespil skrevet i 1897 af den østrigske dramatiker Arthur Schnitzler. Stykket handler om ti personer, der gennem deres hemmelige seksuelle forhold uforvarende bliver forbundet. Stykket undersøger datidens seksualmoral og klasseideologi gennem successive møder mellem stykkets karakterer (før eller efter en seksuel relation). Ved at vælge karakterer på tværs af alle samfundsniveauer illustrerer stykket, hvordan seksuel kontakt overskrider klassegrænser. Stykket var stærkt kontroversielt, da det blev skrevet. Det blev trykt privat i 1900, men blev først offentlig opført i 1920, hvor den vakte stærke reaktioner. Stykkets to titler – tysk Reigen og fransk La Ronde – henviser til en runddans.

## Udgivelse og modtagelse
Reigen blev først trykt i 1900 til privat cirkulation blandt venner.I 1903 blev den første tysksprogede udgave udgivet i Wien, der solgte omkring 40.000 eksemplarer, men blev forbudt af censorerne et år senere. En tysk redaktør udgav i 1908 stykket i Tyskland, og i 1912 blev den oversat til fransk og i 1920 til engelsk.
Der gik mere end 20 år, før teaterstykket blev opført første gang offentligt. Premieren fandt sted den 23. december 1920 i Berlin og den 1. februar 1921 i Wien. (En uautoriseret produktion blev iscenesat tidligere i Budapest i 1912.) Stykket affødte voldsomme kritiske og offentlige reaktioner. Schnitzler blev udsat for moralske og personlige angreb, der blev voldsomt antisemitiske; han blev angrebet som jødisk pornograf, og reaktionerne blev kendt som "Reigen-skandalen". På trods af, at en domstol i Berlin i 1921, der afviste anklagerne om umoral, trak Schnitzler selv Reigen tilbage fra offentlig fremførelse i tysktalende lande.
Stykket forblev populært i Rusland, Tjekkoslovakiet og især i Frankrig, hvor det to gange blev filmatiseret, i 1950 og i 1964. Halvtreds år efter Schnitzlers død genudgav hans søn Heinrich Schnitzler i 1982 stykket til tysksprogede forestillinger.
I 1922 skrev Sigmund Freud til Schnitzler: "Du har lært gennem intuition - dog faktisk som et resultat af følsom introspektion - alt, hvad jeg har måttet afdække ved besværligt arbejde på andre personer."

## Handling
Stykket foregår i 1890'erne i Wien og består af 10 indbyrdes sammenhængende scener. I hver scene optræder et elskende par og hver af de 10 karakterer optræder i to scener hver. I stykkets første scene optræder en soldat og en luder, og soldaten optræder herefter i anden scene med en ny kvinde, hvorefter kvinden igen optræder i den tredje scene osv., indtil ringen sluttes i scene nr. 10, hvor luderen igen optræder.

## Senere opsætninger og filmatiseringer

### Teateropsætninger
I 1981 udløb ophavsretten til Schnitzlers skuespil, hvilket gav anledning til adskillige opsætninger af stykket, herunder en opsætning på Hvidovre Teater, hvor stykket blev opført første gang i Danmark som teater under titlen Kærlighedskarusellen. Udover den danske opsætning, blev stykket sat op på de store scener i London, New Yorks Broadway (som The Blue Room med Nicole Kidman i hovedrollen) m.fl.

### Opera
En opera, Reigen, skrevet af Philippe Boesmans baseret på teaterstykket havde premiere på La Monnaie i Bruxelles i 1993.

### Film og tv
I den amerikanske skuespiller og manuskriptforfatter Alan Aldas selvbiografi, Never Have Your Dog Stuffed: and Other Things I've Learned, skrev Alan Alda, at han til den første historie, han skrev til M*A*S*H (en episode med titlen " The Longjohn Flap "), lånte strukturen fra Riegen. "I min udgave version er objektet, der er gået fra par til par, et par lange underbukser under en kold periode i den koreanske vinter." 
Adskillige film er baseret på Riegen, herunder nedenstående (nogle uden at kreditere skuespillet eller Schnitzler):
- Kærligheds-karusellen (Max Ophüls, 1950)
- Invitation to the Dance (Gene Kelly, 1956)
- Kærlighedskarusellen (Roger Vadim, 1964)
- Hot Circuit (Richard Lerner, 1971)
- Reigen (Otto Schenk, 1973)
- La Ronde (Kenneth Ives, tv-film 1982)
- New York Nights (Simon Nuchtern, 1983)
- Choose Me (Alan Rudolph, 1984)
- La ronde de l'amour (Gérard Kikoïne, 1985)
- Chain of Desire (Temistocles Lopez, 1992)
- Karrusel (dansk tv-serie, skrevet af Claus Bjerre, 1998)
- Love in the Time of Money (Peter Mattei, 2002)
- Nine Lives (Dean Howell, 2004)
- Sexual Life (Ken Kwapis, 2005)
- Deseo (Antonio Zavala Kugler, 2010)
- 360 (skrevet af Peter Morgan og instrueret af Fernando Meirelles, 2011)

Richard Oswalds film Der Reigen fra 1920 med Asta Nielsen i hovedrollen har trods titlens lighed ikke noget at gøre med Schnitzlers teaterstykke.